# Chimarra manni
Chimarra manni är en nattsländeart som beskrevs av Banks 1924. Chimarra manni ingår i släktet Chimarra och familjen stengömmenattsländor. Inga underarter finns listade i Catalogue of Life.